# Suaquém

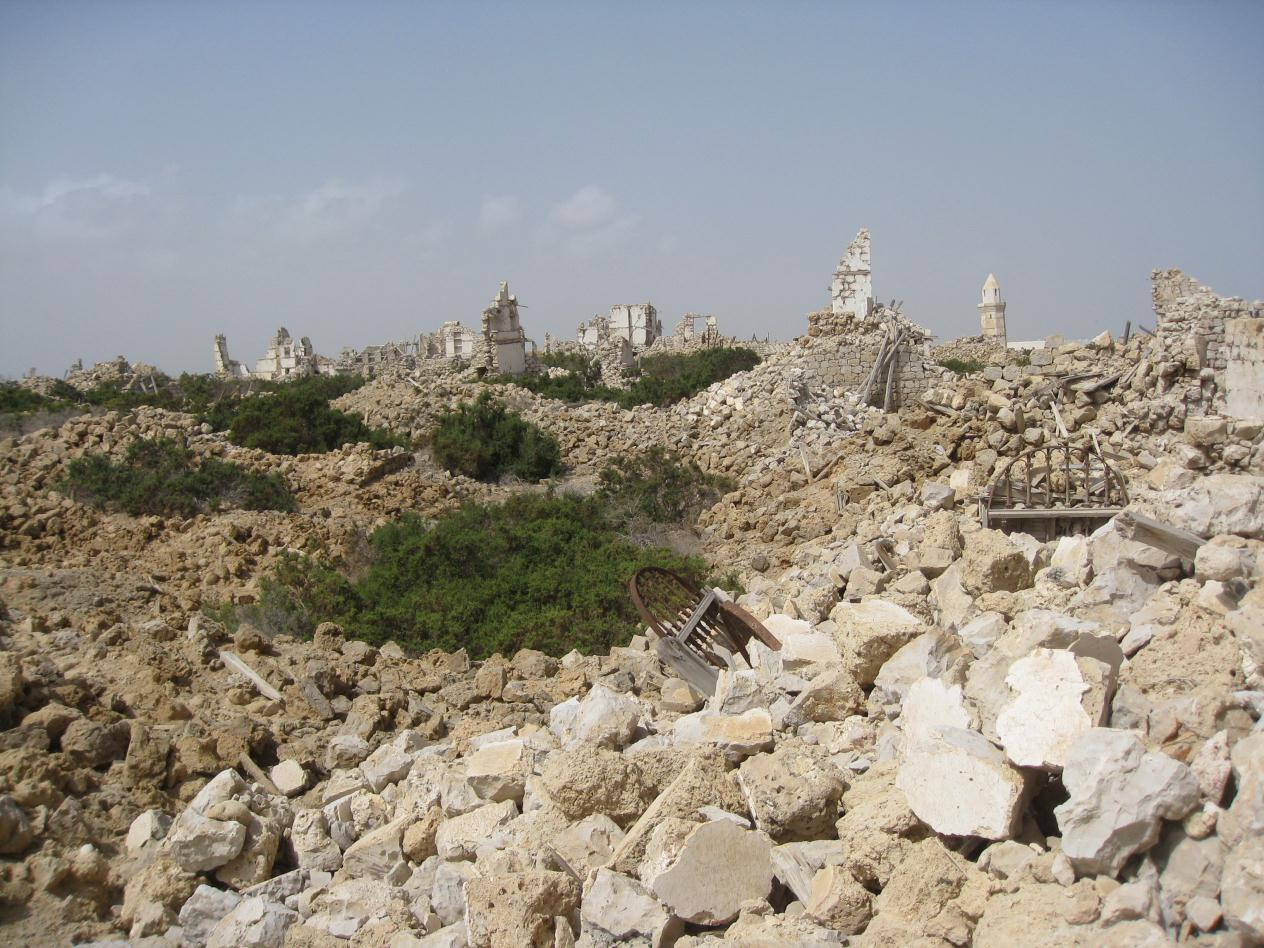
Suaquém é uma cidade histórica do Sudão no litoral do Mar Vermelho. Há pouco além de ruínas e entulho

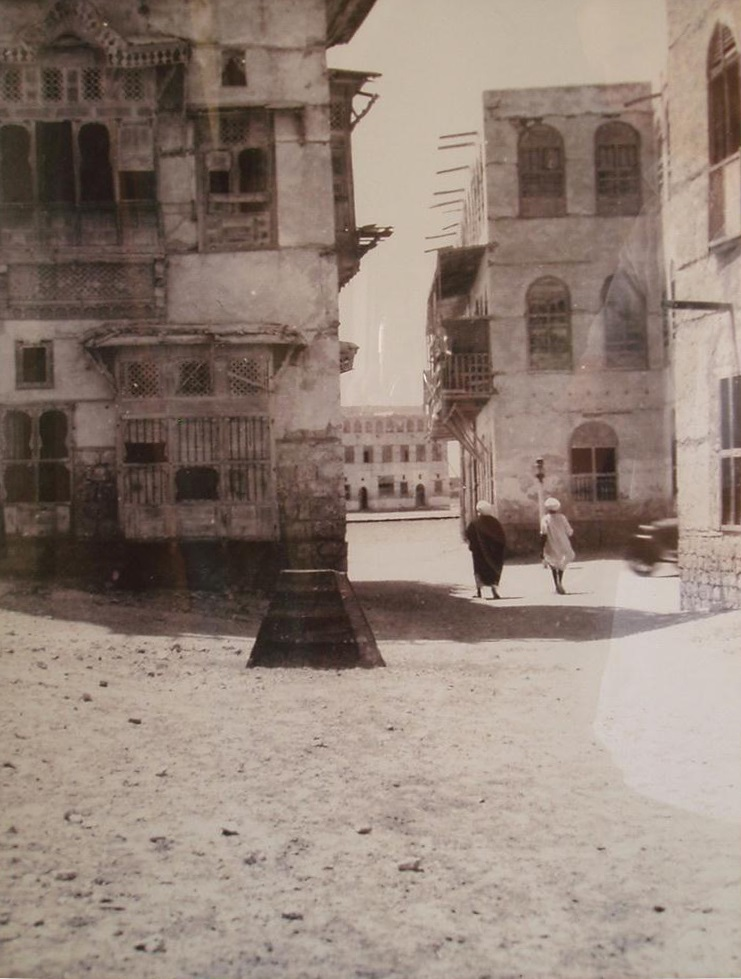
Suaquém em 1928: um porto fervilhante do Sudão, cheio de construções históricas datando sobretudo dos séculos XVII e XVIII

Suaquém (em árabe: سواكن Sauakin; em inglês: Suakin) é uma cidade e porto sudanês situado no Mar Vermelho.

## História
Suaquém foi, até as primeiras décadas do século XX, o principal porto da região, mas a inauguração de Porto Sudão, situada 45 km ao norte, e aparelhada para receber os grandes navios que passaram a frequentar a região após a abertura do Canal de Suez determinou sua inexorável decadência.
Desde a antiguidade, o porto, mencionado pelos gregos e pelos romanos, foi um ativo centro de comércio, tendo como produtos de destaque, o incenso, a mirra, a goma arábica, o aloé e o elemi. Também conhecida pelo seu mercado de escravos que teria sido o último a ser extinto em todo o mundo. 
Há indícios de que teria sido até o século XIV, um núcleo importante do cristianismo, e ponto de partida para os peregrinos procedentes do reino da Núbia e da ilha de Socotorá, então povoados por cristãos, e da Etiópia. São conhecidos os contactos com comerciantes venezianos, além da passagem de Pero da Covilhã nos fins do século XV, enviado por Portugal, em missão destinada a contactar o reino cristão do Preste João. A cidade é citada nos Lusíadas de Luis de Camões e, apesar de ter sido invadida em 1517 pelo sultão Selim I, manteve intercâmbio comercial com os portugueses durante tudo o século XIX.
Sob jugo otomano acabou sendo convertida definitivamente em residência do Paxá, com jurisdição sobre a província de Habes que incluía toda região costeira correspondente ao Sudão e a Eritreia, até sua ocupação pelos ingleses em 1888. No século XIX foi freqüentemente visitada por Rimbaud, depois que, abandonando a literatura, passou a se dedicar ao comércio. A bela cidade antiga, construída em uma ilha no interior de um braço de mar, e cujos edifícios eram constituídos de material coralíneo retirado dos recifes das proximidades, foi reduzida, no decurso dos últimos 50 anos a um monte de entulhos, mas há projetos sendo iniciados visando sua restauração.
Em 17 de janeiro de 2018, como parte de uma aproximação com o Sudão, a ilha de Suaquém, uma antiga possessão otomana no Mar Vermelho, foi cedida à Turquia pelo prazo de 99 anos, para reconstrução e desenvolvimento turístico.

## Demografia
Suaquém tem 29 659 habitantes (dados de 2007).
Desenvolvimento populacional:
| Ano               | Habitantes |
| ----------------- | ---------- |
| 1973 (censo)      | 5 895      |
| 1983 (censo)      | 18 030     |
| 2007 (estimativa) | 29 659     |